# Бардский, Мануил Казимирович
Мануил (Эммануил) Казимирович Бардский (1869—1921) — русский военный  деятель, полковник  (1916). Герой Первой мировой войны.

## Биография
В 1887 году  после окончания Орловского Бахтина кадетского корпуса вступил в службу. В 1889 году после окончания Павловского военного училища  произведён подпоручики и выпущен в 16-ю артиллерийскую бригаду. В 1897 году произведён  в штабс-капитаны, в  1903 году в капитаны. 
С 1904 года участник Русско-японской войны, в составе 9-й артиллерийской бригады. За боевые отличия в этой войне был награждён орденами Орден Святого Станислава 2-й степени с мечами и Святой Анны 3-й степени с мечами и бантом. С 1905 по 1909 годы находился в отставке. С 1909 года обер-офицер 3-го стрелкового артиллерийского дивизиона. С 1913 года подполковник, командир 6-й батареи 51-й артиллерийской бригады.
С 1914 года участник Первой мировой войны, в составе своей батареи. В 1916 году произведён в полковники. С 1916 года командир 2-го с 1917 года 1-го дивизиона 84-й артиллерийской бригады. Высочайшим приказом от 10 июня 1915 года за храбрость награждён Георгиевским оружием :
За то, что, 5-го октября 1914 года у д.д. Здрембы и Подгурже, находясь со своей батареей в авангарде и будучи лично на передовом наблюдательном пункте, обстреливаемый непрерывным огнём неприятельской тяжёлой артиллерии и ружейным огнём наступающей пехоты противника, умело корректировал стрельбу своей батареи, чем способствовал решительному поражению противника
После Октябрьской революции 1917 года  в белом движении в составе ВСЮР. В 1919 году попал в плен, содержался в Архангельском и Пертоминском лагерях. 5 апреля 1921 года расстрелян под Архангельском.

## Награды
- Орден Святого Станислава 3-й степени с мечами и бантом (Мечи и бант — ВП 06.09.1915[2])
- Орден Святого Станислава 2-й степени с мечами (Мечи — ВП 25.03.1905)
- Орден Святой Анны 3-й степени с мечами и бантом (ВП 22.01.1906)
- Орден Святого Владимира 4-й степени с мечами и бантом (ВП 14.12.1914)
- Георгиевское оружие (ВП 10.06.1915)
- Высочайшее благоволение (ВП 18.08.1915)
- Орден Святого Владимира 3-й степени с мечами (ВП 04.10.1916)[3]